# Antonio Lotierzo
Antonio Lotierzo (Marsico Nuovo, 28 giugno 1950) è un poeta, scrittore e saggista italiano.

## Biografia

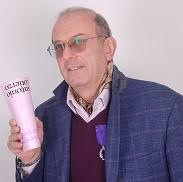
Antonio Lotierzo - Foto

Nato a Marsico Nuovo in provincia di Potenza, dal 1976 risiede a Napoli, ad oggi è pensionato. Pubblica nel 1977 la sua prima raccolta di poesie, Il rovescio della pelle, in cui descrive il mondo rurale contemporaneo del Sud Italia col linguaggio del dadaismo e della neoavanguardia. Il suo stile poetico include elementi dell'ermetismo di Leonardo Sinisgalli e dell'uso creativo del dialetto di Albino Pierro, con influenze abbastanza evidenti di Montale, Attilio Bertolucci e Pascoli.
Dopo la seconda raccolta di poesie Moritoio marginale (1979), si dedica allo studio della storia contemporanea e all'antropologia positivistica, pubblicando saggi in entrambi i settori e partecipando a concorsi universitari. Nello stesso periodo cura la prima pubblicazione delle opere del folklorista Michele Gerardo Pasquarelli (1876-1923), e traduce I canti popolari di Spinoso. Fra le opere storiografiche pubblicate da Loturzo figurano monografie su Spinoso, San Martino d'Agri e Marsicovetere; su Marsico Nuovo pubblica invece un volume di toponomastica.
Nel 1978 fonda la rivista Nodi, di cultura progressista oltre che letteraria, pubblicata fino al 1985. Nel 1992 vince il Premio Alfonso Gatto a Salerno con la poesia Rosa agostana. Nel 1994 vince il Premio Internazionale Eugenio Montale, sezione inediti, prestigioso riconoscimento del Centro Montale presieduto da Maria Luisa Spaziani, con Materia e altri ricordi. Nel 1996 vince, all'interno del Premio Pierro a Tursi, il premio per il miglior componimento in un dialetto di area lucana con la poesia Agri (Ahere).
Loturzo ha curato le antologie Poeti di Basilicata con Raffaele Nigro e Dialect Poetry of Southern Italy con Luigi Bonaffini. Nel 2001 l'editore Dante & Descartes di Napoli ha pubblicato tutte le sue poesie in Poesie 1977-2001.
Dirigente scolastico di vari licei (Cassano all'Ionio, Torre del Greco, Napoli piazza Cavour e Napoli Mergellina), è in quiescenza dal 2014; l'ambasciata di Francia gli ha concesso l'onorificenza dell'Ordine delle Palme Accademiche, col titolo di Chevalier, n.38/Roma/12 febb, 2014.

## Opere
- Il rovescio della pelle, Forum Editrice, Forlì, 1977
- Moritoio marginale, Forum Editrice, Forlì, 1979
- Il concetto di religione popolare in E. De Martino e G. De Rosa, in A. Cestaro (a cura di), Scritti in onore di Gabriele De Rosa, Ferraro, Napoli, 1980
- La parola e i frantumi, da Sinisgalli a Riviello, Forum Editrice, Forlì, 1982[7]
- Antropologia e cultura popolare: la Basilicata di M.G. Pasquarelli, Lacaita Editore, Manduria, 1983[8]
- Spinoso: nelle pietre, la storia, Napoli, Glaux, 1985[9]
- Marsicovetere medievale e moderna, Istituto grafico editoriale italiano, 1986[10]
- San Martino d'Agri: storia ed immagini, Istituto grafico editoriale italiano, 1987[11]
- Giacomo Racioppi, Edisud, Salerno, 1987[12]
- Riso e rito. Paolo Toschi, Michele Bachtin ed il teatro popolare, Lacaita Editore, Manduria, 1988[13]
- Materia e altri ricordi, Libri Scheiwiller, Milano, 1995
- Statuti, bagliva e conti comunali in Basilicata, Curto Editore, Napoli, 1999
- Golfo di sogni inquieti, Loffredo Editore, Napoli, 2000
- Poesie 1972-2000, Dante & Descartes, Napoli, 2001, ISBN 9788888142067
- Marsico nel novecento e il sindaco Michele Lotierzo. Famiglie e cultura sociale in Basilicata. 2004. Consiglio Regionale della Basilicata
- Suonaci una poesia,YZU (Francesco Albano),Anzi, 2012
- Io tengo un organetto (Canti eleuterici), con A. Fortunato, Delta3, "2015
- Nell'Europa moderna:Marsicensi, Youcanprint, 2017

### Collaborazioni
- Raffaele Nigro, Antonio Lotierzo, Poeti di Basilicata, Forlì, Forum Editrice, 1980.
- Vincenzo Valinoti Latorraca, Antonio Lotierzo, Ferdinando Petruccelli della Gattina, Moliterno, Porfidio, 1983.
- Antonio Lotierzo, Salvatore Pidatella, Visioni di Basilicata: ventiquattro carte ed incisioni dal XVII al XIX secolo, Ciesseti editore, 1984[14]
- M.T.Greco, Antonio Lotierzo, Toponomastica di Marsiconuovo, Lagonegro, tipografia Zaccara, 1992.
- Luigi Bonaffini, Dialect Poetry of Southern Italy, New York, Legas, 1997, ISBN 978-1-881901-13-6.